# Sphigmothorax
Sphigmothorax is een kevergeslacht uit de familie van de boktorren (Cerambycidae). De wetenschappelijke naam van het geslacht werd voor het eerst geldig gepubliceerd in 1939 door Gressitt.

## Soorten
Sphigmothorax omvat de volgende soorten:
- Sphigmothorax bicinctus Gressitt, 1939
- Sphigmothorax rondoni (Breuning, 1965)
- Sphigmothorax tricinctus Gressitt, 1951
- Sphigmothorax tsushimanus Hayashi, 1961